# Croix de la Houssaye
La croix de la Houssaye, est située au lieu-dit "La Houssaye", sur la commune de Pontivy dans le Morbihan.

## Historique
La croix de la Houssaye fait l’objet d’une inscription au titre des monuments historiques depuis le 20 mars 1934.

## Architecture

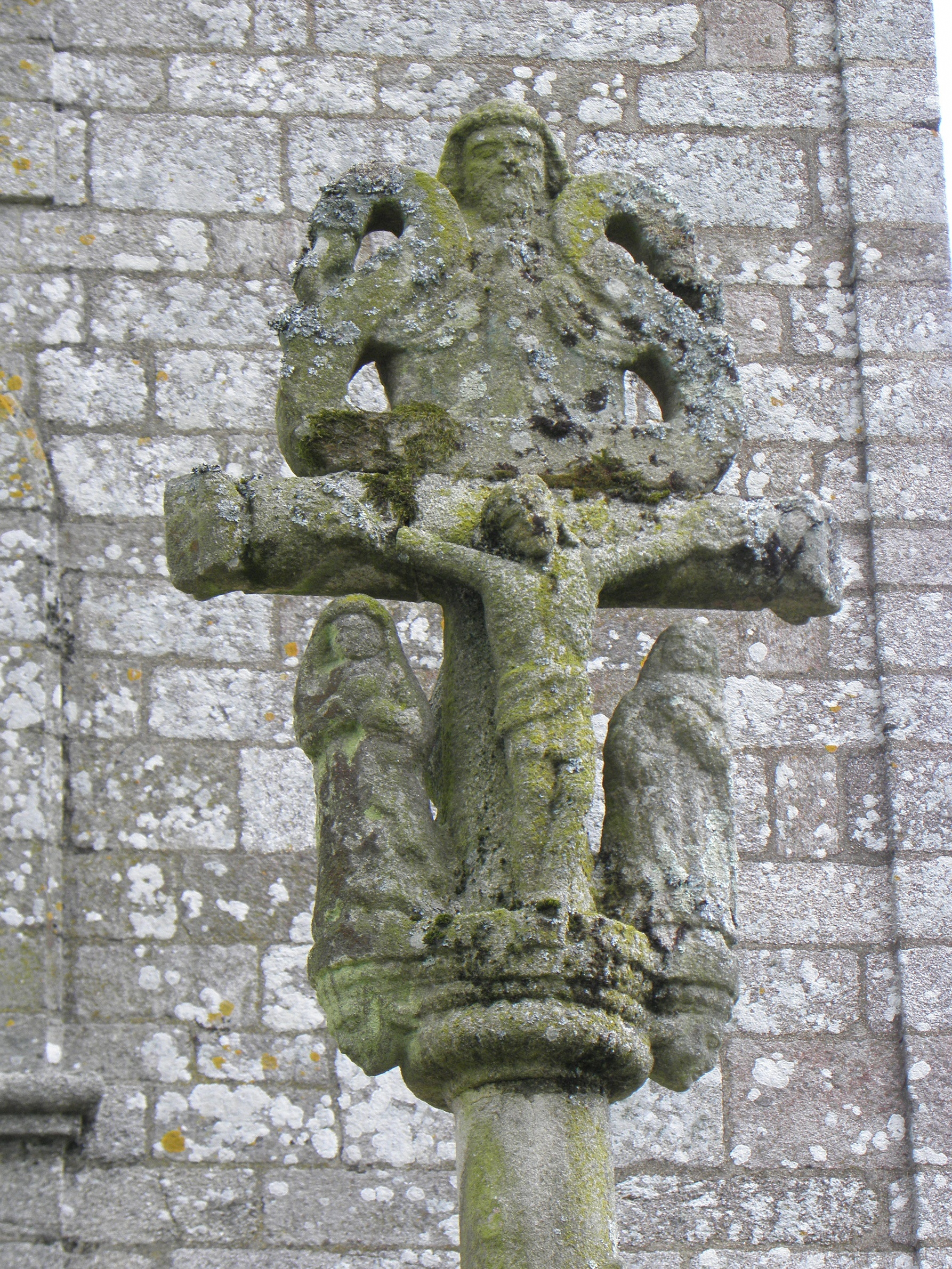
Christ en Croix entre la Vierge et Saint-Jean ; Père Éternel et Saint-Esprit.
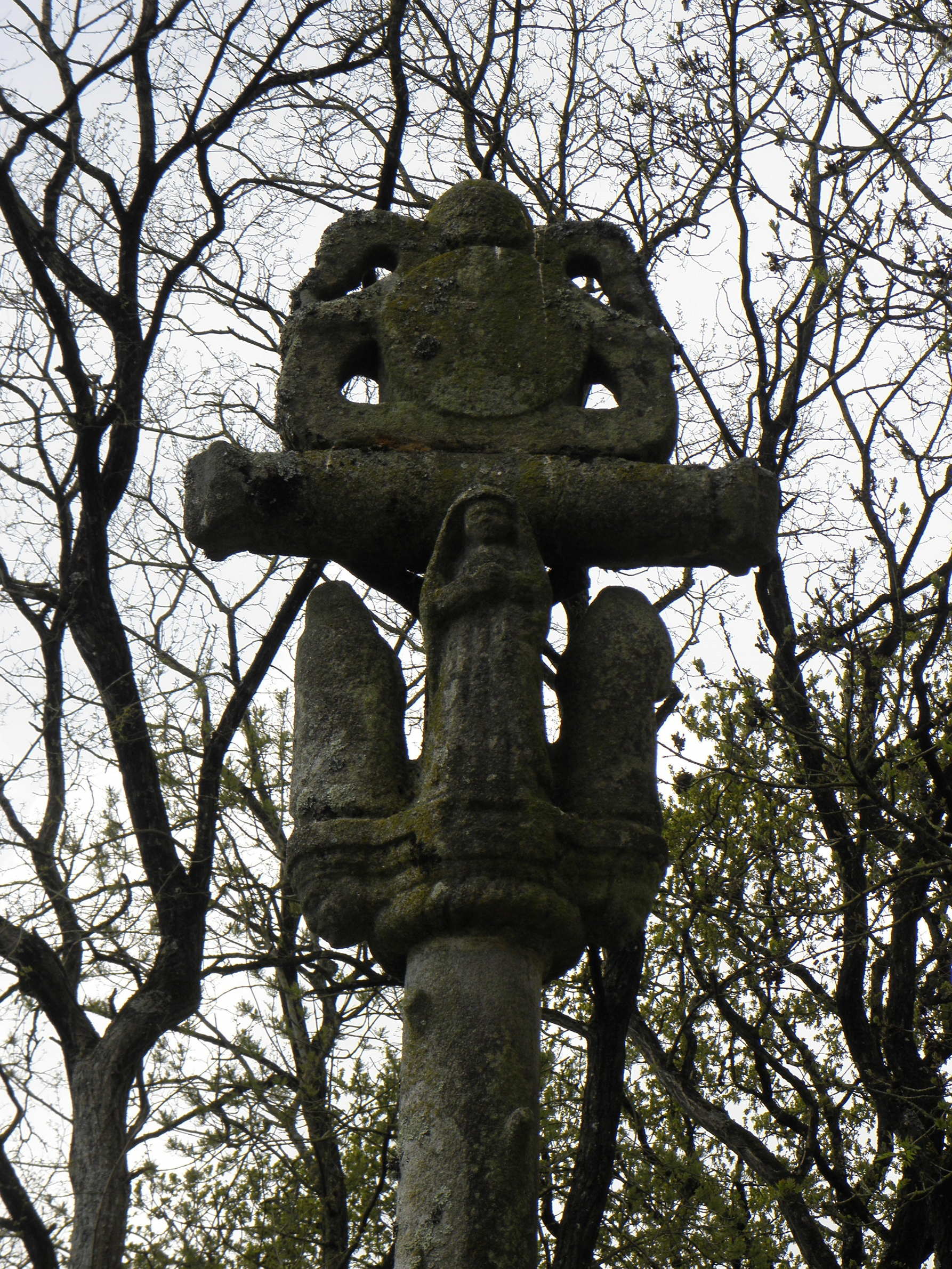
Mater dolorosa.